# 단일광자 검출소자

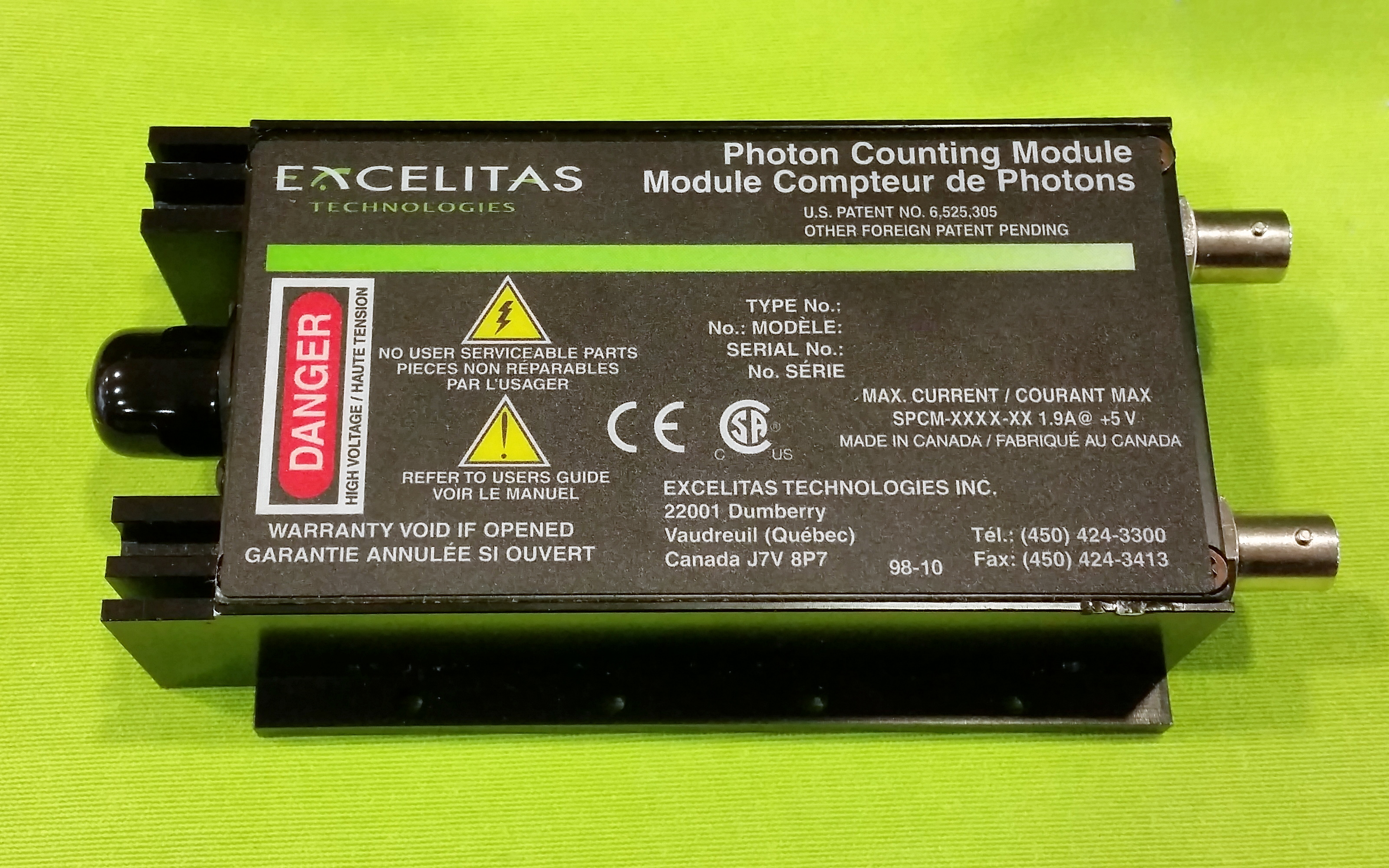
광학 광자를 위한 상용 단일광자 검출소자 모듈

단일광자 검출소자 또는 단일 광자 애벌랜치 다이오드(SPAD, Single-Photon Avalanche Diode)는 가이거 모드 애벌랜치 포토다이오드(Geiger-mode avalanche photodiode)(G-APD 또는 GM-APD)라고도 불리며, 광다이오드와 애벌랜치 포토다이오드(APD)와 같은 계열에 속하는 고체 광검출기이며, 기본적인 다이오드 동작과도 근본적으로 연결되어 있다. 광다이오드 및 APD와 마찬가지로, SPAD는 자외선(UV)부터 가시광선 파장을 거쳐 적외선(IR)에 이르는 넓은 범위의 전자기 스펙트럼과 감마선, X선, 베타 및 알파 입자와 같은 이온화 방사선에 의해 조명될 수 있는 p-n 접합 반도체 주변에 기반을 둔다.
낮은 역방향 바이어스 전압에서 광다이오드의 누설 전류는 광자 흡수, 즉 내부 광전 효과로 인한 전류 캐리어(전자 및 정공)의 방출에 따라 선형적으로 변한다. 그러나 SPAD에서는 역방향 바이어스가 너무 높아 충돌 이온화라는 현상이 발생하여 애벌랜치 전류가 발생할 수 있다. 간단히 말해, 광자에 의해 생성된 캐리어는 소자 내의 전기장에 의해 가속되어 벌크 물질의 이온화 에너지를 극복하고 원자에서 전자를 튀어 나오게 할 만큼 충분한 운동 에너지를 얻는다. 광대한 애벌랜치 전류 캐리어는 기하급수적으로 증가하며 단일 광자에 의해 시작된 캐리어에 의해서도 유발될 수 있다. SPAD는 단일 광자를 감지하여 짧은 지속 시간의 트리거 펄스를 제공하며 이를 셀 수 있다. 또한, 애벌랜치가 형성되는 빠른 속도와 소자의 낮은 타이밍 지터 덕분에 입사 광자의 도달 시간을 얻는 데 사용될 수도 있다.
SPAD와 APD 또는 광다이오드의 근본적인 차이는 SPAD가 역방향-바이어스 항복 전압보다 훨씬 높게 바이어스되어 손상이나 과도한 노이즈 없이 작동할 수 있는 구조를 가지고 있다는 점이다. APD는 선형 증폭기로 작동할 수 있지만, SPAD 내의 충돌 이온화 및 애벌랜치 수준은 연구자들이 이 소자를 출력 펄스가 트리거 또는 "클릭" 이벤트를 나타내는 가이거 계수관에 비유하게 만들었다. 따라서 이러한 "클릭" 유형 동작을 유발하는 다이오드 바이어스 영역을 "가이거 모드" 영역이라고 부른다.
광다이오드와 마찬가지로, 가장 민감한 파장 영역은 반도체 내의 에너지 띠틈을 포함한 재료 특성의 산물이다. 규소, 저마늄, 실리콘 위에 있는 저마늄 및 InGaAs/InP와 같은 III-V족 원소를 포함한 많은 재료가 현재 폭주 애벌랜치 프로세스를 활용하는 다양한 응용 분야를 위한 SPAD를 제작하는 데 사용되었다. CMOS 제조 기술에서 SPAD 기반 시스템을 구현하는 활동과 III-V 재료 조합 및 통신 애플리케이션에 적합한 단파 적외선 파장에서 단일 광자 검출을 위한 Si 위에 있는 Ge에 대한 연구 및 활용에 대한 많은 연구가 이 주제에서 진행 중이다.

## 응용 분야
1970년대 이후 SPAD의 응용 분야는 크게 증가했다. 최근 사용 사례로는 LIDAR, 비행 시간 (ToF) 3D 영상, PET 스캐닝, 물리학 내 단일 광자 실험, 형광 수명 현미경, 광통신(특히 양자 키 분배) 및 디지털 야간 시력 등이 있다.

## 작동

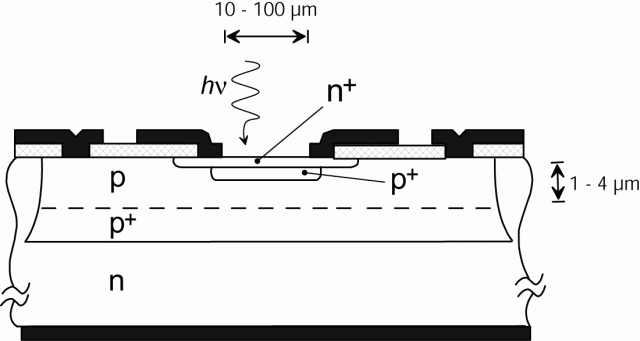
그림 1 - 얇은 SPAD 단면도.

### 구조
SPAD는 반도체 소자로, 접합부의 항복 전압을 초과하는 작동 전압으로 역방향 바이어스된 p-n 접합에 기반을 둔다(). "이 바이어스에서 전기장은 매우 높아서 [3×105 V/cm 이상] 공핍층에 주입된 단일 전하 캐리어가 자가 유지 애벌랜치를 유발할 수 있다. 전류는 밀리암페어 범위에서 거시적인 정상 상태 수준으로 빠르게 [서브 나노초 상승 시간] 상승한다. 1차 캐리어가 광자에 의해 생성되면 애벌랜치 펄스의 선행 에지는 [피코초 시간 지터로] 감지된 광자의 도착 시간을 표시한다." 전류는 바이어스 전압이 항복 전압 이하로 낮아져 애벌랜치가 억제될 때까지 계속된다. 낮은 전기장으로는 더 이상 캐리어를 가속하여 격자 원자와 충돌 이온화를 일으킬 수 없으므로 전류가 중단된다. 다른 광자를 감지하려면 바이어스 전압을 다시 항복 이상으로 높여야 한다.
"이 작동에는 적절한 회로가 필요하며, 다음과 같은 작업을 수행해야 한다:
1. 애벌랜치 전류의 선행 에지를 감지한다.
2. 애벌랜치 형성(build-up)과 동기화된 표준 출력 펄스를 생성한다.
3. 바이어스를 항복 전압까지 낮춰 애벌랜치를 억제한다.
4. 광다이오드를 작동 수준으로 복원한다.

이 회로를 일반적으로 억제 회로라고 한다."

### 바이어스 영역 및 전류-전압 특성

SPAD의 전류-전압 특성(Off-Branch 및 On-Branch 표시)

반도체 p-n 접합은 인가 전압에 따라 여러 작동 영역에서 바이어스될 수 있다. 일반적인 단방향 다이오드 작동의 경우, 순방향 바이어스 영역과 순방향 전압이 전도 중에 사용되며, 역방향 바이어스 영역은 전도를 방지한다. 낮은 역방향 바이어스 전압으로 작동할 때, p-n 접합은 단위 이득 광다이오드로 작동할 수 있다. 역방향 바이어스가 증가함에 따라, 캐리어 증식을 통한 일부 내부 이득이 발생하여 광다이오드가 안정적인 이득과 광학 입력 신호에 대한 선형 응답으로 애벌랜치 포토다이오드(APD)로 작동할 수 있다. 그러나 바이어스 전압이 계속 증가하면, p-n 접합을 가로지르는 전기장 강도가 임계 수준에 도달할 때 p-n 접합이 항복한다. 이 전기장은 접합을 가로지르는 바이어스 전압에 의해 유도되므로 항복 전압, VBD로 표시된다. SPAD는 항복 전압보다 높지만 SPAD의 가드 링과 관련된 두 번째, 더 높은 항복 전압보다 낮은 초과 바이어스 전압, Vex로 역방향 바이어스된다. 따라서 총 바이어스(VBD+Vex)는 항복 전압을 크게 초과하여 "이 바이어스에서 전기장은 매우 높아서 [3×105 V/cm 이상] 공핍층에 주입된 단일 전하 캐리어가 자가 유지 애벌랜치를 유발할 수 있다. 전류는 밀리암페어 범위에서 거시적인 정상 상태 수준으로 빠르게 [서브 나노초 상승 시간] 상승한다. 1차 캐리어가 광자에 의해 생성되면 애벌랜치 펄스의 선행 에지는 [피코초 시간 지터로] 감지된 광자의 도착 시간을 표시한다."
p-n 접합의 전류 대 전압(I-V) 특성은 다이오드의 전도 동작에 대한 정보를 제공하므로, 종종 아날로그 곡선 추적기를 사용하여 측정된다. 이는 엄격하게 통제된 실험실 조건에서 바이어스 전압을 미세한 단계로 스위프한다. 광자 도착이나 열 생성 캐리어가 없는 SPAD의 경우, I-V 특성은 표준 반도체 다이오드의 역방향 특성과 유사하다. 즉, 작은 누설 전류(나노암페어)를 제외하고 접합을 통한 전하 흐름(전류)이 거의 완전히 차단된다. 이 조건은 특성의 "오프-브랜치"로 설명될 수 있다.
그러나 이 실험을 수행할 때 항복 이상에서 "깜박임" 효과와 두 번째 I-V 특성이 관찰될 수 있다. 이는 SPAD가 소자에 인가된 전압 스위프 동안 트리거링 이벤트(광자 도착 또는 열 생성 캐리어)를 경험했을 때 발생한다. SPAD는 이러한 스위프 동안 I-V 특성의 "온-브랜치"로 설명되는 애벌랜치 전류를 유지한다. 곡선 추적기가 시간에 따라 바이어스 전압의 크기를 증가시킬 때, 전압 스위프 동안 SPAD가 항복 이상에서 트리거되는 경우가 있다. 이 경우 오프-브랜치에서 온-브랜치로의 전환이 발생하며, 상당한 전류가 흐르기 시작한다. 이는 관찰되는 I-V 특성의 깜박임으로 이어지며, 이 분야의 초기 연구자들에 의해 "이분화"(정의: 어떤 것을 두 가지 가지 또는 부분으로 나누는 것)로 불렸다. 단일 광자를 성공적으로 감지하려면 p-n 접합은 매우 낮은 수준의 내부 생성 및 재결합 프로세스를 가져야 한다. 열 생성을 줄이기 위해 장치는 종종 냉각되며, p-n 접합을 통한 터널링과 같은 현상도 반도체 도펀트 및 이온 주입 단계의 신중한 설계를 통해 줄여야 한다. 마지막으로, p-n 접합의 띠틈 구조 내 트랩 중심에 의해 악화되는 노이즈 메커니즘을 줄이려면 다이오드는 잘못된 도펀트가 없는 "깨끗한" 프로세스를 가져야 한다.

### 수동 억제 회로
가장 간단한 억제 회로는 일반적으로 수동 억제 회로라고 불리며 SPAD와 직렬로 연결된 단일 저항으로 구성된다. 이 실험 설정은 접합 내 애벌랜치 항복에 대한 초기 연구부터 사용되었다. 애벌랜치 전류는 높은 저항 값의 안정기 부하 RL(약 100 kΩ 이상)에 걸쳐 전압 강하가 발생하기 때문에 자체적으로 억제된다. 애벌랜치 전류가 억제된 후 SPAD 바이어스는 작동 바이어스로 천천히 회복되어 검출기는 다시 점화될 준비가 된다. 따라서 이 회로 모드를 수동 억제 수동 리셋(PQPR)이라고 하지만, 능동 회로 소자를 리셋에 사용하여 수동 억제 능동 리셋(PQAR) 회로 모드를 형성할 수 있다. 억제 프로세스에 대한 자세한 설명은 Zappa 외 연구자들이 보고했다.

### 능동 억제 회로
1970년대부터 탐구된 보다 발전된 억제 방식은 능동 억제라고 불린다. 이 경우 빠른 판별기는 50Ω 저항(또는 통합 트랜지스터)을 가로지르는 급격한 애벌랜치 전류의 시작을 감지하고 광자 도착 시간과 동기화된 디지털(CMOS, TTL, ECL, NIM) 출력 펄스를 제공한다. 그런 다음 회로는 바이어스 전압을 항복 미만으로 빠르게 낮추고(능동 억제), 다음 광자를 감지할 준비가 되도록 바이어스를 항복 전압 이상으로 비교적 빠르게 되돌린다. 이 모드를 능동 억제 능동 리셋(AQAR)이라고 하지만, 회로 요구 사항에 따라 능동 억제 수동 리셋(AQPR)이 더 적합할 수 있다. AQAR 회로는 종종 더 낮은 데드 타임과 현저히 감소된 데드 타임 변화를 허용한다.

### 광자 계수 및 포화
입력 신호의 강도는 측정 시간 내의 출력 펄스 수를 세는(광자 계수) 방식으로 얻을 수 있다. 이는 저조도 이미징, PET 스캐닝 및 형광 수명 현미경과 같은 응용 분야에 유용하다. 그러나 애벌랜치 복구 회로가 애벌랜치를 억제하고 바이어스를 복원하는 동안 SPAD는 추가 광자 도착을 감지할 수 없다. 이 짧은 기간 동안 검출기에 도달하는 모든 광자(또는 암전류 또는 후속 펄스)는 계수되지 않는다. 광자 수가 증가하여 광자 간의 (통계적) 시간 간격이 애벌랜치 복구 시간의 약 10분의 1 이내가 되면, 누락된 계수가 통계적으로 중요해지고 계수율이 감지된 광 수준과의 선형 관계에서 벗어나기 시작한다. 이 시점에서 SPAD는 포화되기 시작한다. 광 수준이 더 증가하여 궁극적으로 애벌랜치 복구 회로가 바이어스를 복원하는 순간 SPAD가 즉시 애벌랜치를 일으키는 지점에 도달하면, 계수율은 능동 억제의 경우 순전히 애벌랜치 복구 시간에 의해 정의되는 최대값에 도달한다(초당 수억 계수 이상). 이는 SPAD에 거의 지속적으로 애벌랜치 전류가 흐르게 되므로 해로울 수 있다. 수동의 경우, 포화는 최대값에 도달하면 계수율이 감소할 수 있다. 이를 마비(paralysis)라고 하는데, SPAD가 수동으로 재충전되는 동안 도착하는 광자는 검출 확률이 낮지만 데드 타임을 연장할 수 있다. 수동 억제는 회로 구현이 더 간단하지만 최대 계수율이 1/e 감소한다는 점은 주목할 가치가 있다.

### 암전류율 (DCR)
광자에 의해 생성된 캐리어 외에도, 열에 의해 생성된 캐리어(반도체 내의 생성-재결합 과정을 통해)도 애벌랜치 과정을 유발할 수 있다. 따라서 SPAD가 완전한 암흑 상태에 있을 때에도 출력 펄스를 관찰할 수 있다. 결과적으로 초당 평균 계수 수를 암전류율(DCR)이라고 하며, 이는 검출기 노이즈를 정의하는 핵심 매개변수이다. 암전류율의 역수는 SPAD가 원치 않는 열 생성에 의해 트리거되기 전까지 항복 이상으로 바이어스된 상태를 유지하는 평균 시간을 정의한다는 점에 유의해야 한다. 따라서 단일 광자 검출기로 작동하려면 SPAD는 충분히 긴 시간(예: 몇 밀리초, 이는 초당 수천 계수(cps) 미만에 해당) 동안 항복 이상으로 바이어스된 상태를 유지할 수 있어야 한다.

### 애프터펄싱 노이즈
애벌랜치를 유발할 수 있는 또 다른 효과는 애프터펄싱으로 알려져 있다. 애벌랜치가 발생하면 PN 접합은 전하 캐리어로 가득 차고, 원자가띠와 전도띠 사이의 트랩 준위는 열 평형 전하 캐리어 분포에서 예상되는 것보다 훨씬 더 많이 점유된다. SPAD가 억제된 후, 트랩 준위 내의 전하 캐리어가 트랩에서 벗어나 전도띠로 승격될 만큼 충분한 에너지를 받을 확률이 있으며, 이는 새로운 애벌랜치를 유발한다. 따라서 공정의 품질과 SPAD를 제작하는 데 사용된 정확한 층 및 이온 주입에 따라 단일 열 또는 광 생성 이벤트에서 상당한 수의 추가 펄스가 발생할 수 있다. 애프터펄싱의 정도는 암전류 측정이 설정되었을 때 애벌랜치 간의 도착 시간의 자기상관을 측정하여 정량화할 수 있다. 열 생성은 임펄스 함수 자기상관을 갖는 푸아송 통계를 생성하며, 애프터펄싱은 비푸아송 통계를 생성한다.

### 광자 타이밍 및 지터
SPAD 애벌랜치 항복의 선행 에지는 광자의 도착 시간을 측정하는 데 특히 유용하다. 이 방법은 3D 이미징, LIDAR에 유용하며 시간 상관 단일 광자 계수 (TCSPC)에 의존하는 물리적 측정에서 많이 사용된다. 그러나 이러한 기능을 사용하려면 시간-디지털 변환기(TDC) 및 시간-아날로그(TAC) 회로와 같은 전용 회로가 필요하다. 광자의 도착 시간 측정은 두 가지 일반적인 과정으로 인해 복잡해진다. 첫 번째는 광자 자체의 도착 시간의 통계적 변동으로, 이는 빛의 근본적인 속성이다. 두 번째는 SPAD 내 감지 메커니즘의 통계적 변화로, 이는 a) 광자 흡수 깊이, b) 활성 p-n 접합으로의 확산 시간, c) 애벌랜치의 형성 통계, d) 감지 및 타이밍 회로의 지터 때문이다.

### 광학 충진율
단일 SPAD의 경우, 광학적으로 민감한 영역 Aact와 전체 영역 Atot의 비율을 필 팩터라고 하며, FF = (Aact / Atot) × 100%로 표현된다. SPAD는 조기 에지 항복을 방지하기 위해 가드 링이 필요하므로, 광학 필 팩터는 다이오드의 모양과 크기가 가드 링에 대한 관계에 따라 결정된다. 활성 영역이 넓고 외부 가드 링이 얇으면 소자는 높은 필 팩터를 갖게 된다. 단일 소자의 경우, 영역을 완전히 활용하고 최대 감도를 보장하는 가장 효율적인 방법은 입사 광학 신호를 소자의 활성 영역 내로 집중시키는 것이다. 즉, 이 영역 내의 모든 광자는 p-n 접합의 평면 영역 내에서 흡수되어 이 영역 내의 어떤 광자도 애벌랜치를 유발할 수 있다.
필 팩터는 SPAD 소자들의 어레이를 고려할 때 더 적용 가능하다. 여기에서 다이오드 활성 영역은 작거나 가드 링 영역과 비례할 수 있다. 마찬가지로, SPAD 어레이의 제조 공정은 한 가드 링에서 다른 가드 링까지의 분리, 즉 SPAD의 최소 분리에 제약을 가할 수 있다. 이로 인해 어레이의 영역이 광학적으로 수용 가능한 p-n 접합보다 가드 링 및 분리 영역에 의해 지배되는 상황이 발생한다. 회로가 어레이 내에 포함되어야 할 때 광학적으로 수용 가능한 영역 간의 추가 분리를 추가하기 때문에 필 팩터는 더욱 나빠진다. 이 문제를 완화하는 한 가지 방법은 어레이의 각 SPAD의 활성 영역을 늘려 가드 링 및 분리가 더 이상 지배적이지 않도록 하는 것이지만, CMOS 통합 SPAD의 경우 다이오드 크기가 증가함에 따라 암전류로 인한 잘못된 감지가 증가한다.

#### 기하학적 개선
원형 SPAD 어레이에서 필 팩터를 높이는 첫 번째 방법 중 하나는 대체 행의 정렬을 오프셋하여 한 SPAD의 곡선이 인접 행의 두 SPAD 사이의 영역을 부분적으로 사용하도록 하는 것이었다. 이는 효과적이었지만 어레이의 배선 및 레이아웃을 복잡하게 만들었다.
원형 SPAD로 구성된 SPAD 어레이의 필 팩터 제한을 해결하기 위해 다른 형태를 활용하는데, 이는 일반적으로 정사각형 픽셀 영역 내에서 더 높은 최대 면적 값을 가지며 더 높은 패킹 비율을 갖는 것으로 알려져 있기 때문이다. 정사각형 픽셀 내의 정사각형 SPAD는 가장 높은 필 팩터를 달성하지만, 이 기하학적 구조의 날카로운 모서리는 가드 링에도 불구하고 소자의 조기 항복을 유발하고 결과적으로 높은 암전류율을 가진 SPAD를 생산하는 것으로 알려져 있다. 이를 절충하기 위해 충분히 둥근 모서리를 가진 정사각형 SPAD가 제작되었다. 이들은 페르마 형태의 SPAD라고 불리며, 그 형태 자체는 초타원 또는 라메 곡선이다. 이 명칭은 SPAD 문헌에서 흔하지만, 페르마 곡선은 초타원의 특수한 경우로, 형태의 길이 "a"와 너비 "b"의 비율(동일해야 함, a = b = 1)에 제한을 두고 곡선 "n"의 차수를 짝수 정수(2, 4, 6, 8 등)로 제한한다. 차수 "n"은 형태 모서리의 곡률을 제어한다. 이상적으로는 낮은 노이즈와 높은 필 팩터 모두에 대해 다이오드의 형태를 최적화하려면 형태 매개변수가 이러한 제한으로부터 자유로워야 한다.
SPAD 활성 영역 사이의 간격을 최소화하기 위해 연구자들은 어레이에서 모든 능동 회로를 제거하고 또한 PMOS n-웰 공간 규칙에 대한 SPAD 가드 링을 제거하기 위해 NMOS만 있는 CMOS SPAD 어레이 사용을 탐구했다. 이는 이점은 있지만, 대규모 어레이의 경우 중심 SPAD로의 라우팅 거리와 혼잡으로 인해 제한된다. 이 개념은 이른바 미니-SiPM 배열에서 SPAD 클러스터를 사용하는 어레이를 개발하는 데 확장되었으며, 이 방식은 소형 어레이에 한쪽 가장자리에 능동 회로가 제공되고 다른 가장자리에 두 번째 소형 어레이가 인접할 수 있도록 한다. 이는 클러스터의 다이오드 수를 관리 가능하게 유지하고 해당 클러스터의 컬렉션에서 필요한 총 SPAD 수를 생성함으로써 라우팅 문제를 줄였다.
CMOS 공정에서 SPAD의 딥 n-웰을 공유하고, 최근에는 가드 링 구조의 일부도 공유함으로써 필 팩터와 어레이 픽셀 피치에서 상당한 도약이 이루어졌다. 이로써 주요 가드 링-가드 링 분리 규칙 중 하나가 제거되었고, 필 팩터가 60 또는 70%까지 증가할 수 있었다. n-웰과 가드 링 공유 아이디어는 픽셀 피치를 낮추고 어레이 내의 총 다이오드 수를 늘리는 노력에서 결정적이었다. 최근 SPAD 피치는 3.0 um 및 2.2 um로 감소되었다.
광다이오드 및 APD의 개념을 차용하여, 연구자들은 CMOS 기판 내에서 드리프트 전기장을 사용하여 광 생성 캐리어를 SPAD의 활성 p-n 접합으로 끌어들이는 것을 연구하기도 했다. 이를 통해 더 작은 SPAD 영역으로 넓은 광학 수집 영역을 얻을 수 있다.
CMOS 이미지 센서 기술에서 차용한 또 다른 개념은 포베온 센서와 유사한 스택형 p-n 접합의 탐구이다. 이 아이디어는 고에너지 광자(청색)는 짧은 흡수 깊이, 즉 규소 표면 근처에서 흡수되는 경향이 있다는 것이다. 적색 및 적외선 광자(저에너지)는 규소 내부로 더 깊이 이동한다. 해당 깊이에 접합부가 있으면 적색 및 IR 감도가 향상될 수 있다.

#### IC 제조 개선
3D IC 기술, 즉 집적 회로 적층의 발전과 함께, 최상단 다이를 높은 필 팩터 SPAD 어레이에 최적화하고 하단 다이를 판독 회로 및 신호 처리에 최적화함으로써 필 팩터를 더욱 향상시킬 수 있었다. 작은 치수, 고속 트랜지스터 공정이 광학적으로 민감한 다이오드와는 다른 최적화를 요구할 수 있으므로, 3D-IC는 각 레이어를 개별적으로 최적화할 수 있게 한다.

#### 픽셀 레벨 광학 개선
CMOS 이미지 센서와 마찬가지로, 마이크로 렌즈를 SPAD 픽셀 어레이에 제작하여 빛을 SPAD의 중심에 집중시킬 수 있다. 단일 SPAD와 마찬가지로, 이는 빛이 민감한 영역에만 도달하고 가드 링과 어레이 내에 필요한 모든 라우팅을 피하도록 한다. 최근에는 프레넬 렌즈도 포함되었다.

#### 픽셀 피치
위의 필 팩터 향상 방법들은 주로 SPAD 기하학적 구조와 기타 발전에 중점을 두어 최근 SPAD 어레이가 100만 픽셀 장벽을 넘어설 수 있게 했다. 이는 CMOS 이미지 센서(현재 피치 0.8 um 미만)에 비해 뒤떨어지지만, 이는 연구 분야의 젊음(CMOS SPAD는 2003년에 도입)과 고전압, 실리콘 내 애벌랜치 증식 및 필요한 공간 규칙의 복잡성이 결합된 결과이다.

## APD와의 비교
APD와 SPAD는 모두 강하게 역방향 바이어스된 반도체 p-n 접합이지만, 그 특성의 근본적인 차이는 역방향 I-V 특성상의 바이어스 지점, 즉 접합에 인가되는 역방향 전압에서 비롯된다. SPAD와 비교할 때, APD는 항복 전압 이상으로 바이어스되지 않는다. 이는 전하 캐리어의 증식이 소자 항복 전에 발생하는 것으로 알려져 있으며, 이를 활용하여 인가 전압에 따라 변하는 안정적인 이득을 얻기 때문이다. 광학 검출 응용 분야에서 결과로 발생하는 애벌랜치와 그 바이어스 회로의 전류는 광학 신호 강도와 선형적으로 관련된다. 따라서 APD는 저강도 광학 신호의 적당한 사전 증폭을 달성하는 데 유용하지만, APD의 출력이 일반적인 증폭기의 전압이 아닌 전류이므로 종종 트랜스임피던스 증폭기 (TIA)와 결합된다. 결과 신호는 입력의 왜곡되지 않은 증폭된 버전으로, 입사광의 진폭을 변조하는 복잡한 프로세스를 측정할 수 있게 한다. APD의 내부 증폭 이득 계수는 응용 분야에 따라 다르지만, 일반적인 값은 수백 정도이다. 이 작동 영역에서는 캐리어의 애벌랜치가 발산하지 않지만, SPAD에 존재하는 애벌랜치는 빠르게 폭주(발산) 상태로 발전한다.
이에 비해 SPAD는 항복 전압 이상의 바이어스 전압에서 작동한다. 이처럼 매우 불안정한 항복 초과 영역에서는 단일 광자 또는 단일 암전류 전자가 상당한 캐리어 애벌랜치를 유발할 수 있다. 반도체 p-n 접합은 완전히 항복하고 상당한 전류가 발생한다. 단일 광자는 초당 수십억 개의 전자에 해당하는 전류 스파이크를 유발할 수 있다(이는 소자의 물리적 크기와 바이어스 전압에 따라 달라진다). 이를 통해 후속 전자 회로가 이러한 트리거 이벤트를 쉽게 계수할 수 있다. 소자가 트리거 이벤트를 생성하므로, 이득의 개념은 엄밀히 호환되지 않는다. 그러나 SPAD의 광자 검출 효율(PDE)은 역방향 바이어스 전압에 따라 달라지므로, 일반적인 개념적 의미에서 이득은 강하게 바이어스되어 매우 민감한 소자와 약하게 바이어스되어 감도가 낮은 소자를 구별하는 데 사용될 수 있다. APD는 입력 신호를 증폭하여 진폭의 변화를 보존할 수 있지만, SPAD는 신호를 일련의 트리거 또는 펄스 이벤트로 왜곡시킨다. 출력은 여전히 입력 신호 강도에 비례하는 것으로 처리될 수 있지만, 이제 트리거 이벤트의 주파수, 즉 펄스 주파수 변조(PFM)로 변환된다. 펄스는 계수될 수 있으며 이는 입력 신호의 광학 강도를 나타내고, 펄스는 타이밍 회로를 트리거하여 정확한 도착 시간 측정값을 제공할 수 있다.
APD에 존재하는 중요한 문제 중 하나는 애벌랜치 증폭 과정의 통계적 변동으로 인해 유도되는 증폭 노이즈이다. 이는 출력 증폭 광전류에 해당 노이즈 계수를 유발한다. 애벌랜치의 통계적 변동은 SPAD 소자에도 존재하지만, 폭주 과정으로 인해 종종 검출 이벤트의 타이밍 지터로 나타난다.
바이어스 영역과 함께 APD와 SPAD 사이에는 구조적인 차이도 있다. 이는 주로 더 높은 역방향 바이어스 전압이 필요하고, SPAD가 단일 광자 수준의 신호를 측정하는 데 적합하도록 노이즈 트리거 이벤트 사이에 긴 정지 기간이 필요하기 때문이다.

## 역사, 발전 및 초기 개척자
SPAD와 APD의 역사와 발전은 다이오드 및 초기 p-n 접합 트랜지스터(특히 벨 연구소의 전쟁 노력)와 같은 고체 기술의 발전과 여러 중요한 지점을 공유한다. 존 타운센드는 1901년과 1903년에 진공관 내 미량 기체의 이온화를 연구하여, 전위가 증가함에 따라 기체 원자와 분자가 전기장을 통해 가속된 자유 전자의 운동 에너지에 의해 이온화될 수 있음을 발견했다. 새로 방출된 전자는 다시 전기장에 의해 가속되어 운동 에너지가 충분한 수준에 도달하면 새로운 이온화를 생성했다. 이 이론은 나중에 싸이라트론과 가이거-뮐러 계수관의 발전에 중요한 역할을 했다. 타운센드 방전은 또한 실리콘과 저마늄 내에서 전자 증식 현상(DC 및 AC 모두)에 대한 기본 이론으로서 중요한 역할을 했다.
그러나 초기 애벌랜치 이득 메커니즘의 발견 및 활용에 대한 주요 발전은 제너 항복, 관련 (애벌랜치) 항복 메커니즘 및 초기 실리콘 및 저마늄 트랜지스터 및 p-n 접합 소자의 구조적 결함 연구의 산물이었다. 이러한 결함은 '미세플라즈마'라고 불렸으며 APD와 SPAD의 역사에서 중요하다. 마찬가지로 p-n 접합의 광 검출 특성 연구는 특히 1940년대 초 러셀 올의 발견이 중요하다. 내부 광전 효과를 통한 반도체 및 고체에서의 광 검출은 더 오래되었으며, 포스터 닉스는 1920년대 구덴과 폴의 연구를 지적하며, 각각 내부 및 외부 광전 효과를 구별하기 위해 1차 및 2차라는 용어를 사용한다. 1950년대와 1960년대에는 미세플라즈마 항복 및 노이즈 원인을 줄이기 위해 상당한 노력이 기울여졌으며, 연구를 위해 인공 미세플라즈마가 제작되었다. 광과 알파 입자 모두 이러한 소자와 항복 메커니즘 연구에 사용되었기 때문에 애벌랜치 메커니즘이 다이오드 자체 내에서 신호 증폭에 유용할 수 있다는 것이 분명해졌다.
2000년대 초반, SPAD는 CMOS 공정 내에 구현되었다. 이는 SPAD의 성능(암전류율, 지터, 어레이 픽셀 피치 등)을 획기적으로 향상시켰고, 이러한 소자와 함께 구현될 수 있는 아날로그 및 디지털 회로를 활용했다. 주목할 만한 회로로는 고속 디지털 카운터를 사용한 광자 계수, 시간-디지털 변환기 (TDC) 및 시간-아날로그 변환기 (TAC)를 사용한 광자 타이밍, 폴리실리콘 저항 대신 NMOS 또는 PMOS 트랜지스터를 사용한 수동 억제 회로, 높은 계수율을 위한 능동 억제 및 리셋 회로, 그리고 많은 온칩 디지털 신호 처리 블록이 있다. 이러한 소자는 이제 70% 이상의 광학 필 팩터, 1024개 이상의 SPAD, 10Hz 미만의 DCR, 50ps 범위의 지터 값, 1-2ns의 데드 타임을 달성하고 있다. 최근 소자들은 실리콘 관통 비아(TSV)와 같은 3D-IC 기술을 활용하여 고필 팩터 SPAD에 최적화된 상단 CMOS 레이어(90nm 또는 65nm 노드)와 전용 신호 처리 및 판독 CMOS 레이어(45nm 노드)를 제공한다. SPAD의 노이즈 항에 대한 상당한 발전은 TCAD와 같은 실리콘 공정 모델링 도구를 통해 얻어졌으며, 여기서 가드 링, 접합 깊이 및 소자 구조와 형태는 실험 SPAD 구조에 의한 검증 전에 최적화될 수 있다.

## 같이 보기
- 애벌랜치 포토다이오드 (APD)
- 과표본 이진 이미지 센서
- PN 접합
- 실리콘 광전자 증배관 (SiPM)